# Pływanie na Letnich Igrzyskach Olimpijskich 2024 – 200 m stylem dowolnym kobiet
200 m stylem dowolnym kobiet – konkurencja pływacka, która odbyła się podczas Letnich Igrzysk Olimpijskich 2024 w Paryżu. Eliminacje i półfinały zostały rozegrane 28 lipca, a finał 29 lipca 2024.

## Terminarz
| Data          | Godzina rozpoczęcia (CET) | Runda      |
| ------------- | ------------------------- | ---------- |
| 28 lipca 2024 | 12:00                     | Eliminacje |
| 28 lipca 2024 | 21:50                     | Półfinały  |
| 29 lipca 2024 | 21:53                     | Finał      |

## Rekordy
Rekord świata i rekord olimpijski przed rozpoczęciem zawodów:
| Rekord            | Zawodniczka    | Czas    | Miejsce  | Data            |
| ----------------- | -------------- | ------- | -------- | --------------- |
| Rekord świata     | Ariarne Titmus | 1:52,23 | Brisbane | 12 czerwca 2024 |
| Rekord olimpijski | Ariarne Titmus | 1:53,50 | Tokio    | 28 lipca 2021   |

W trakcie zawodów ustanowiono następujące rekordy:
| Data     | Etap konkurencji | Zawodniczka        | Czas    | Rekord |
| -------- | ---------------- | ------------------ | ------- | ------ |
| 29 lipca | finał            | Mollie O’Callaghan | 1:53,27 | OR     |

## Wyniki

### Eliminacje
| Miejsce | Wyścig | Tor | Zawodniczka              | Reprezentacja                | Czas      | Uwagi |
| ------- | ------ | --- | ------------------------ | ---------------------------- | --------- | ----- |
| 1.      | 3      | 4   | Mollie O’Callaghan       | Australia                    | 1:55,79   | Q     |
| 2.      | 4      | 3   | Mary-Sophie Harvey       | Kanada                       | 1:56,21   | Q     |
| 3.      | 4      | 4   | Ariarne Titmus           | Australia                    | 1:56,23   | Q     |
| 4.      | 2      | 3   | Li Bingjie               | Chiny                        | 1:56,28   | Q     |
| 5.      | 2      | 4   | Siobhan Haughey          | Hongkong                     | 1:56,38   | Q     |
| 6.      | 2      | 5   | Claire Weinstein         | Stany Zjednoczone            | 1:56,48   | Q     |
| 7.      | 3      | 3   | Erika Fairweather        | Nowa Zelandia                | 1:56,54   | Q     |
| 8.      | 2      | 6   | Maria Fernanda Costa     | Brazylia                     | 1:56,65   | Q     |
| 9.      | 4      | 5   | Yang Junxuan             | Chiny                        | 1:56,83   | Q     |
| 10.     | 3      | 5   | Barbora Seemanová        | Czechy                       | 1:57,02   | Q     |
| 11.     | 4      | 6   | Erin Gemmell             | Stany Zjednoczone            | 1:57,23   | Q     |
| 12.     | 3      | 2   | Valentine Dumont         | Belgia                       | 1:57,50   | Q     |
| 13.     | 2      | 2   | Lilla Minna Ábrahám      | Węgry                        | 1:57,77   | Q     |
| 14.     | 4      | 2   | Aimee Canny              | Południowa Afryka            | 1:57,81   | Q     |
| 15.     | 3      | 7   | Snæfríður Jórunnardóttir | Islandia                     | 1:58,32   | Q     |
| 16.     | 4      | 1   | Rebecca Diaconescu       | Rumunia                      | 1:59,29   | Q     |
| 17.     | 4      | 7   | Julia Mrozinski          | Niemcy                       | 1:59,87   |       |
| 18.     | 2      | 1   | Enkhkhuslen Batbayar     | Mongolia                     | 1:59,94   |       |
| 19.     | 2      | 7   | Lea Polonsky             | Izrael                       | 2:00,38   |       |
| 20.     | 3      | 1   | María Yegres             | Wenezuela                    | 2:00,66   |       |
| 21.     | 4      | 8   | Andrea Becali            | Kuba                         | 2:03,38   |       |
| 22.     | 3      | 8   | Julimar Ávila            | Honduras                     | 2:04,88   |       |
| 23.     | 1      | 4   | Dhinidhi Desinghu        | Indie                        | 2:06,96   |       |
| 24.     | 2      | 8   | Lojine Abdalla Salah     | Egipt                        | 2:07,19   |       |
| 25.     | 1      | 5   | Ariana Southa Dirkzwager | Laos                         | 2:07,22   |       |
| 26.     | 1      | 3   | Jehanara Nabi            | Pakistan                     | 2:10,69   |       |
| 27.     | 1      | 6   | Kaltra Meca              | Albania                      | 2:12,21   |       |
| 28.     | 1      | 7   | Maha Alshehhi            | Zjednoczone Emiraty Arabskie | 2:17,17   |       |
| 29.     | 1      | 1   | Mashael Meshari A Alayed | Arabia Saudyjska             | 2:19,61   |       |
| 30.     | 1      | 2   | Duana Lama               | Nepal                        | 2:20,74   |       |
| 31. !   | 3      | 6   | Nikolett Pádár           | Węgry                        | 9:99,99 ! | DSQ   |

### Półfinały
| Miejsce | Wyścig | Tor | Zawodniczka              | Reprezentacja     | Czas    | Uwagi |
| ------- | ------ | --- | ------------------------ | ----------------- | ------- | ----- |
| 1.      | 2      | 5   | Ariarne Titmus           | Australia         | 1:54,64 | Q     |
| 2.      | 2      | 4   | Mollie O’Callaghan       | Australia         | 1:54,70 | Q     |
| 3.      | 1      | 3   | Claire Weinstein         | Stany Zjednoczone | 1:55,24 | Q     |
| 4.      | 2      | 3   | Siobhan Haughey          | Hongkong          | 1:55,51 | Q     |
| 5.      | 2      | 2   | Yang Junxuan             | Chiny             | 1:55,90 | Q     |
| 6.      | 1      | 2   | Barbora Seemanová        | Czechy            | 1:56,06 | Q     |
| 7.      | 2      | 6   | Erika Fairweather        | Nowa Zelandia     | 1:56,31 | Q     |
| 8.      | 1      | 4   | Mary-Sophie Harvey       | Kanada            | 1:56,37 | Q     |
| 9.      | 2      | 7   | Erin Gemmell             | Stany Zjednoczone | 1:56,46 |       |
| 10.     | 1      | 5   | Li Bingjie               | Chiny             | 1:56,56 |       |
| 11.     | 1      | 6   | Maria Fernanda Costa     | Brazylia          | 1:56,89 |       |
| 12.     | 1      | 1   | Aimee Canny              | Południowa Afryka | 1:57,34 |       |
| 13.     | 1      | 7   | Valentine Dumont         | Belgia            | 1:57,50 |       |
| 14.     | 2      | 1   | Lilla Minna Ábrahám      | Węgry             | 1:57,78 |       |
| 15.     | 2      | 8   | Snæfríður Jórunnardóttir | Islandia          | 1:58,78 |       |
| 16.     | 1      | 8   | Rebecca Diaconescu       | Rumunia           | 1:59,58 |       |

### Finał
| Miejsce | Tor | Zawodniczka        | Reprezentacja     | Czas    | Uwagi |
| ------- | --- | ------------------ | ----------------- | ------- | ----- |
| 1 !     | 5   | Mollie O’Callaghan | Australia         | 1:53,27 | OR    |
| 2 !     | 4   | Ariarne Titmus     | Australia         | 1:53,81 |       |
| 3 !     | 6   | Siobhan Haughey    | Hongkong          | 1:54,55 |       |
| 4.      | 8   | Mary-Sophie Harvey | Kanada            | 1:55,29 |       |
| 5.      | 2   | Yang Junxuan       | Chiny             | 1:55,38 |       |
| 6.      | 7   | Barbora Seemanová  | Czechy            | 1:55,47 |       |
| 7.      | 1   | Erika Fairweather  | Nowa Zelandia     | 1:55,59 |       |
| 8.      | 3   | Claire Weinstein   | Stany Zjednoczone | 1:56,60 |       |